# Raisei Shimazu
Raisei Shimazu (født 7. april 1999) er en japansk fodboldspiller, som spiller for den japanske fodboldklub Zweigen Kanazawa.